# Richie Hawtin
Richard «Richie» Hawtin (Banbury, Oxfordshire, 4 de juny de 1970) és un músic i discjòquei canadenc. Guanyador tres vegades del Best Techno DJ Awards, es va implicar en la segona onada del techno de Detroit a principis dels anys 1990, i ha estat un dels principals exponents del minimal techno des de mitjans dels anys 1990.
Es va fer conegut pels seus enregistraments amb els àlies de Plastikman i F.U.S.E. Amb aquest va llançar el seu àlbum de debut Dimension Intrusion (1993) dins de la sèrie Artificial Intelligence de Warp Records. El 1990, Hawtin i John Acquaviva van fundar el segell discogràfic Plus 8, que van batejar amb el nom de la funció d'ajust del to de la seva platina giradiscs. El 1998, Hawtin va crear M-nus Records. L'estiu de 2012, Hawtin va presentar per primera vegada ENTER., un esdeveniment experimental a la discoteca Space Eivissa. El 2016, Hawtin va fundar la seva pròpia empresa tecnològica anomenada PLAYdifferently i va presentar el mesclador d'àudio MODEL 1, codissenyat amb Andy Rigby-Jones.

## Discografia

### Àlbums
- F.U.S.E.: Dimension Intrusion, 1993
- Plastikman: Sheet One, 1993
- Richie Hawtin: From Within, 1994 (with Pete Namlook)
- Plastikman: Recycled Plastik, 1994
- Plastikman: Musik, 1994
- Richie Hawtin: From Within 2, 1995 (with Pete Namlook)
- Plastikman: Sickness (EP), 1997
- Richie Hawtin: From Within 3, 1997 (with Pete Namlook)
- Concept 1: 96:CD, 1998
- Concept 1: 96:VR, 1998 (remixed by Thomas Brinkmann)
- Plastikman: Consumed, 1998
- Plastikman: Artifakts [bc], 1998
- Plastikman: Closer, 2003
- Plastikman to the power of 9: Kompilation, 2010
- Plastikman: Arkives 1993 - 2010, 2010
- Plastikman: EX, 2014 (UK Dance #16)
- Richie Hawtin: From My Mind To Yours, 2015
- Richie Hawtin: Time Warps (EP), 2020